# Louis Hagen
Louis Hagen, původním jménem Louis Heymann (později Hermann) Levy (15. května 1855 Kolín nad Rýnem, Německý spolek – 1. října 1932 Kolín nad Rýnem, Výmarská republika), byl jedním z nejvýznamnějších bankéřů a průmyslníků tehdejšího sjednoceného Německa, tj. v období hospodářského rozmachu Německého císařství a v době následné Výmarské republiky.

## Osobní život
Louis Hagen se narodil v Kolíně nad Rýnem do židovské rodiny jako Louis Heymann (později Hermann) Levy, uváděno též Ludwig Levi, jako druhé ze čtyř dětí Hermanna Abrahama Levyho a Johanny Levy. Rodina byla dobře situována, otec od roku 1858 řídil banku Bankhaus A. Levy & Co. a matka byla dcera solingenského výrobce oceli a zbraní Alexandra Coppela.
Mladý Louis vystudoval gymnázium v Kolíně nad Rýnem (Friedrich-Wilhelm-Gymnasium), poté absolvoval dva semestry Obchodní akademie v Antverpách a svou praxi v bankovnictví započal v Bankovním a obchodním domě Jacoba Landaua (1822–1882) v Berlíně. Po smrti otce v roce 1873 nastoupil jako spoluvlastník do jeho banky.
Kolín nad Rýnem byl v té době předním bankovním centrem Západu. Díky burze se pak dalším působištěm Louise Levyho stal Berlín. Brzy na sebe upozornil obratnými transakcemi a bohatá klientela Porýní se k jeho službám uchylovala stále častěji. Prostřednictvím těchto kontaktů se také seznámil se svou manželkou Annou Emmou Hagen, jejíž otec Gottfried Hagen byl uznávaným kolínským obchodníkem s kovem a výrobcem olověných trubek. U příležitosti jejich sňatku v roce 1886 Louis Levy konvertoval ke katolické církvi a v roce 1893 pak přijal příjmení své manželky. Manželům se narodily dvě dcery, Elisabeth a Maria, které se obě později provdaly do vyšších šlechtických kruhů.

## Profesní život
Ačkoliv Louise Hagena mnozí podnikatelé vnímali jako spekulanta, byl jedním z nejvlivnějších bankéřů své doby. Též se dá použít formulace z článku na německé Wikipedii, že Hagen se svou bankou prováděl průmyslovou politiku a dostal se tak mezi německou podnikatelskou elitu (konec cit.). V každém případě jeho význam dokumentují četné mandáty v dozorčích radách, které byly často výsledkem jeho poradenské činnosti. V roce 1912 zasedal v 39 dozorčích radách, roku 1925 v 63, v roce 1927 v 68 a na začátku třicátých let 20. století pak v 90 dozorčích orgánech. Závazky měl i ve spolcích a politických orgánech, například byl členem Správní rady německého průmyslu a obchodu, Prozatímní říšské hospodářské rady, Rýnského zemského parlamentu, Pruské státní rady a též Výlučné generální rady hlavní říšské banky Reichsbank.

## Ocenění
Práci Louise Hagena dokumentují vyznamenání a jmenování:
- 1914 – čestný doktorát Univerzity v Bonnu
- 1920 – čestný doktorát Technické univerzity v Cáchách (RWTH Aachen)
- 1919 – čestný doktorát Kolínské univerzity
- 1925 – jmenování čestným občanem Kolína nad Rýnem

## Úmrtí
Louis Hagen byl popisován jako inteligentní, ctižádostivý a tvrdě pracující člověk, měl ale také rád jemnější věci v životě, byl oddán umění a vědě. Aktivní zůstal po celý život. Ještě den před svou smrtí se zúčastnil slavnostního otevření nové kolínské obchodní komory a burzy, ale ten večer jej stihla mrtvice. Druhý den, 1. října 1932 v nedožitých 77 letech na následky mozkové mrtvice zemřel. Dne 4. října 1932 byl pohřben na ústředním kolínském hřbitově Melaten. Smuteční řeč zde pronesl jeho dlouholetý přítel Konrad Adenauer.

## Památka

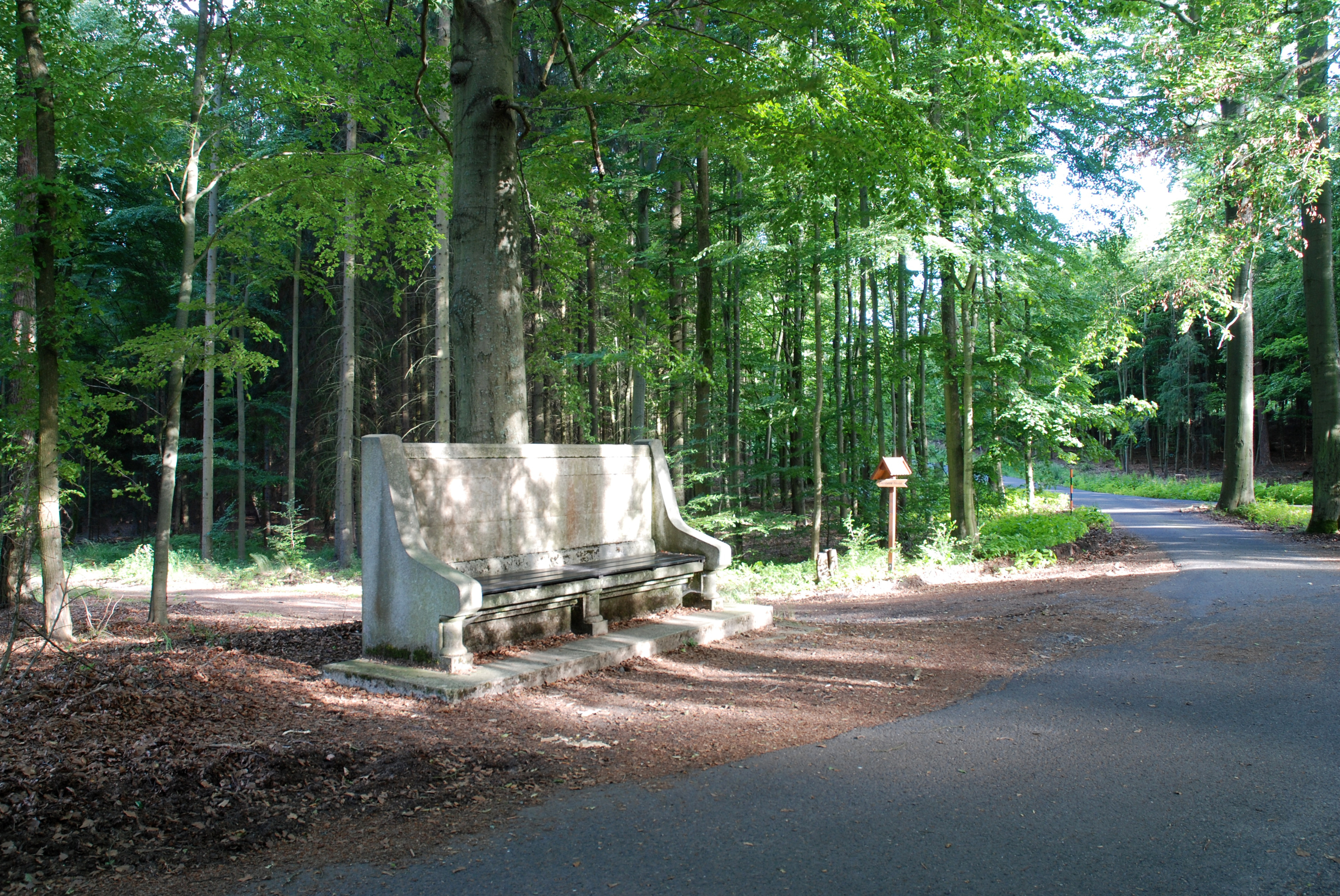
Vzpomínková lavička v lázeňských lesích, foto červenec 2020

Louis Hagen býval častým lázeňským hostem v Karlových Varech. Svého času bylo zvykem na území karlovarských lázeňských lesů vytvářet drobné či větší historické památníky na počest významného lázeňského hosta či hostů nebo jako poděkování za hostovo uzdravení.
Lavička je památkou na významného lázeňského hosta Louise Hagena. Byla budována u příležitosti jeho třiatřicátého pobytu v Karlových Varech. Záměr pro výstavbu vznikl v posledních měsících první světové války, realizace byla dokončena 18. října 1919.